# Chodsigoa lamula
Espèce
Statut de conservation UICN

 LC  : Préoccupation mineure
Chodsigoa lamula est une espèce rare de rongeur de l'ordre Soricomorpha. Elle est endémique de Chine.